# Movimiento Popular de Liberación- Cinchoneros
El Movimiento Popular de Liberación (MPL ó Movimiento Popular de Liberación- Cinchoneros) conocido popularmente como "Chinchoneros", fue la primera organización clandestina político-Militar de carácter socialista activa en la década de 1980 en Honduras durante la llamada Crisis centroamericana. 
La estrategia usada por el MPL-C fue tener dos principales corrientes en su movimiento, la línea política de masas y línea militar de masas, las cuales actuaban de manera independiente. El MPL era una de las principales organizaciones militantes de carácter socialista en Honduras en ese momento, junto con las Fuerzas Revolucionarias Populares Lorenzo Zelaya.

## Historia

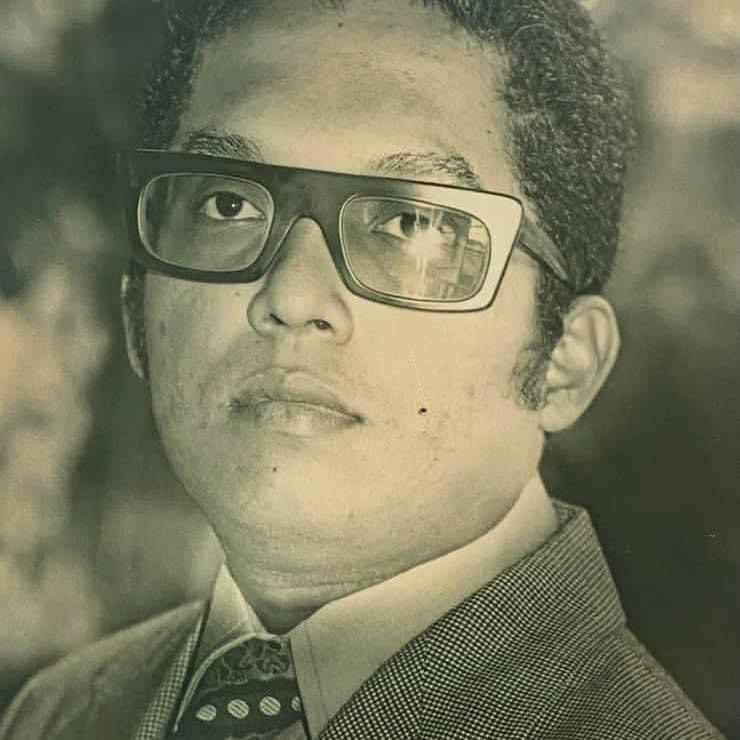
Fidel Martínez Rodríguez, líder y fundador del MPL, una de las personas más buscadas de Honduras en su tiempo.

El grupo nació el 7 de septiembre de 1979 en la ciudad de San Pedro SULA inspirado en la victoria sandinista en Nicaragua. Fue fundado por Fidel Martínez Rodríguez, un ideólogo marxista y otros antiguos miembros del Partido comunista de Honduras (PCH) el cual estaba pasando por una división entre aquellos que se orientaban más al apoyo a la Unión Soviética y aquellos hacia la República Popular China. Tomó su nombre del líder campesino hondureño del siglo XIX Serapio Romero (apodado Cinchonero), quien fue ejecutado por decapitación en 1868 tras el final de la guerra de Olancho. El MPL estaba vinculado con otros  movimientos de izquierda en El Salvador, Guatemala, Cuba, y Nicaragua como lo fueron el FMLN y el FSLN lo cual hizo ser perseguido por el batallón 3-16. En una entrevista realizada a su líder y fundador Fidel Martínez Rodríguez en 1981, el MPL-C menciona que su principal inspiración para la lucha es la Revolución Sandinista y la guerra civil salvadoreña.
El grupo nació el 7 de septiembre de 1979 en la ciudad de San Pedro Sula inspirado en la victoria sandinista en Nicaragua. Fue fundado por Fidel Martínez Rodríguez, un ideólogo marxista y otros antiguos miembros del Partido comunista de Honduras (PCH) el cual estaba pasando por una división entre aquellos que se orientaban más al apoyo a la Unión Soviética y aquellos hacia la República Popular China. Tomó su nombre del líder campesino hondureño del siglo XIX Serapio Romero (apodado Cinchonero), quien fue ejecutado por decapitación en 1868 tras el final de la guerra de Olancho. Se creía que el MPL estaba vinculado a otros movimientos de izquierda en El Salvador, Cuba, y Nicaragua como lo fueron el FMLN y el FSLN lo cual hizo ser perseguido por el batallón 3-16. En una entrevista realizada en 1981, el MPL-C menciona que su principal inspiración para la lucha es la Revolución Sandinista y la guerra civil salvadoreña.

### Notables actividades
La primera acción armada del MPL-C fue el secuestro de Arnold Quiroz, gerente nacional de la transnacional del petróleo Texaco, ocurrida el 18 de abril de 1980, el cual huyó de sus captores dos días después.
El 17 de septiembre de 1982, doce guerrilleros tomaron la decisión de tomar la Cámara de Comercio de San Pedro Sula, bajo el control del "Comando Patria o muerte", compuesto de 30 guerrilleros, siendo nombrada esta operación “El Pueblo en Armas Vencerá”. Los rehenes más conocidos de la cámara eran Gustavo Alfaro de Economía, Arturo Corleto de Hacienda, el presidente del Banco Central Gonzalo Carías, el presidente de ANDI, Rodolfo Pastor Zelaya y el coronel en retiro Miguel Ángel García, y a más de 100 empresarios, dejando como saldo inicial un guardia muerto y el locutor José Alfredo Bobadilla. El 21 de septiembre, comenzó la evacuación de los primeros secuestrados, y el 23 de septiembre, el MPL-C liberó a los últimos 20 rehenes, terminando la toma.
Los primeros operativos importantes del MPL-C fue un triple ataque en Tegucigalpa, ocasionando solamente daños materiales.Uno de los primeros ataques mediáticos del grupo fue el secuestro del Boeing 737-200 perteneciente a la aerolínea SAHSA con 55 pasajeros, siendo desviado a Managua, Nicaragua, donde se bajaron un par de secuestradores y luego volaron hacia Panamá donde el presidente en turno realizó las negociaciones para liberar el avión de SAHSA. Los secuestradores negociaron con Torrijos en Panamá y volaron hacia a La Habana, Cuba. En todo el incidente no se reportaron perdidas humanas. Después de este ataque, el MPL-C comenzaría a aumentar su actividad armada, siendo su principal modo de ataque el uso de explosivos.
No fue hasta el 18 de agosto del mismo año que el MPL-C ocupó la sede de la Cámara de Comercio e Industrias, esto en San Pedro Sula, siendo retenidos un total de 102 empresarios y ministros del gobierno. No fue hasta el 25 de septiembre que el asedio termina, dejando como saldo que dejó como saldo un muerto y dos heridos, y liberando el último día a los 34 rehenes restantes y la huida de los guerrilleros restantes hacía La Habana.
Si bien el grupo actuó en contra de las corporaciones internacionales en Honduras y estuvo a favor de los grupos menos favorecidos del país, también llegó a estar involucrado en el secuestro de aviones, y la toma de rehenes.
En la mañana del 25 de enero de 1989 el grupo fue sospechoso de asesinar al general Gustavo Álvaro Martínez, líder del escuadrón 3-16, mientras este era acompañado de su chofer el cual se detuvo en el bulevar Suyapa de Tegucigalpa, instante que aprovecharon un grupo de personas con apariencia de técnicos en servicio de reparaciones de la empresa estatal de energía eléctrica, armados con subametralladoras, quienes abrieron fuego al vehículo matando al militar. El "comando Lempira" del MPL-C se adjudicó el ataque en respuesta a su doctrina de seguridad nacional, así como su participación en la creación del Batallón 3-16. Este no fue el último asesinato del desertor Pablo García Flores, esto en la ciudad de La Lima.
A principios de los años 90´s, el MPL-C continuo realizando ataques a pequeña escala. Uno de los episodios más violentos del grupo fue el asalto a la agencia de BANCASA de la Escuela Agrícola Panamericana, dejando como saldo 9 guerrilleros, cinco agentes de seguridad y un miembro de las Fuerzas Especiales muertos (15 en total), considerándolo uno de los atracos más violentos de la historia reciente del país. Además este ataque tuvo un efecto negativo en el grupo, comenzando con su debilitamiento.

### Desintegración
El 26 de mayo de 1991, Roger Eludin Gutiérrez, representante de una facción de la organización es atacado a tiros y herido en San Pedro Sula por guerrilleros supuestamente, pertenecientes a una facción contraria del MPL-C. Gutiérrez había regresado del exilio y había aceptado las condiciones de paz impuestas por el gobierno de Rafael Leonardo Callejas.